# Гренландия (растение)
Гренландия (лат. Groenlandia) — монотипный род многолетних травянистых растений семейства Рдестовые (Potamogetonaceae). Включает единственный вид — Гренландия густая, или густолистная (Groenlandia densa).
Род назван в честь немецкого ботаника Иоганнеса Грёнланда.

## Ботаническое описание

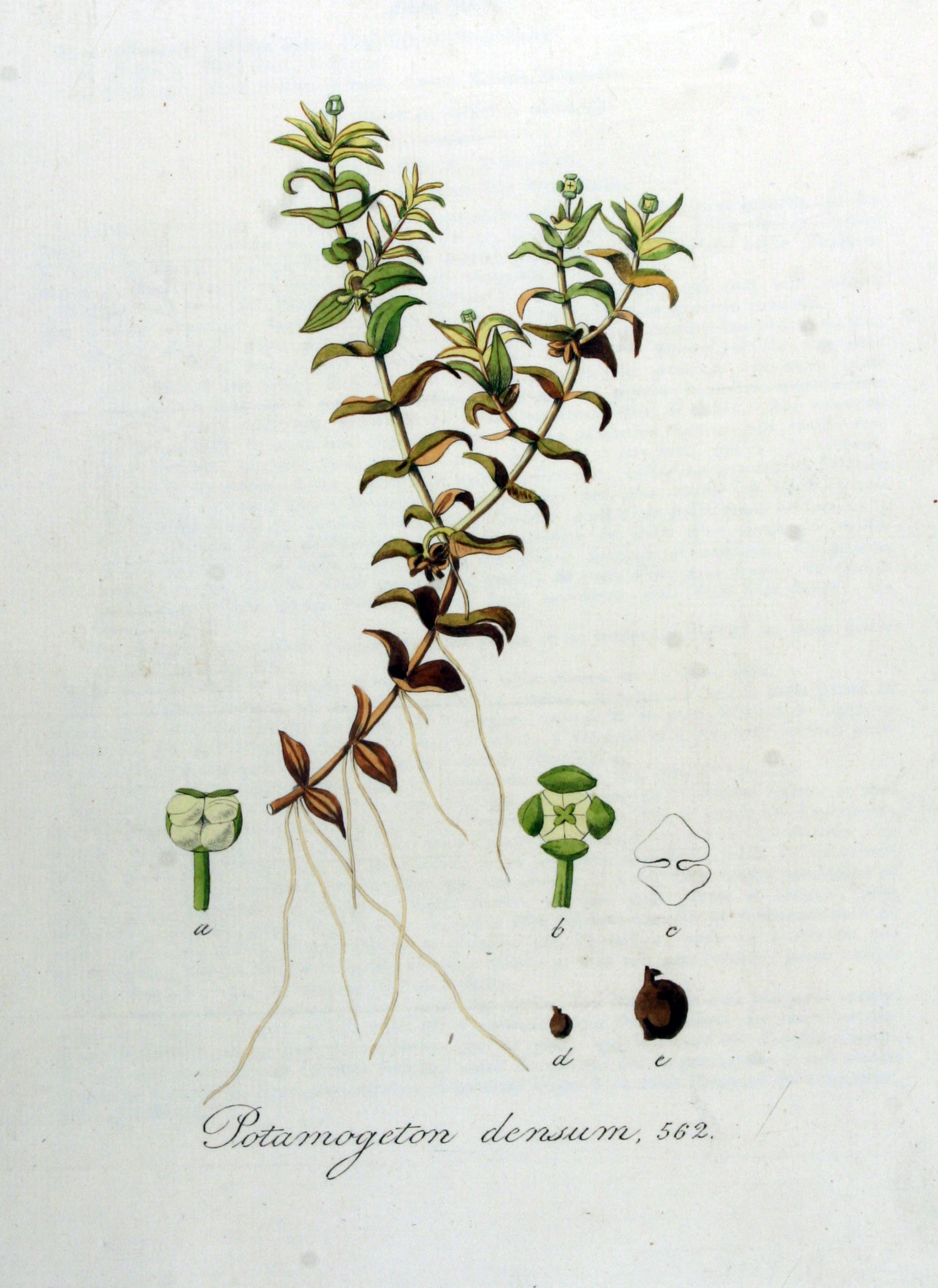
Гренландия густая.

Многолетние травянистые водные растения, до 30—40 см длиной. Корневище ползучее, ветвистое, около 1 мм в диаметре. Стебли цилиндрические, дихотомически ветвистые; междоузлия короткие или удлинённые, 1—6 см длиной. Листья прозрачные, все погруженные в воду, простые, от ланцетных до яйцевидных, (0,5)1—3(6) см длиной и 0,3—0,8(1,5) см шириной, с 3(7) жилками, сидячие, с полустеблеобъемлющим основанием, кверху суженные, острые или тупые, сближены и расположены почти супротивно или по 3 в ложных мутовках, без влагалищ и без прилистников (лишь верхние прицветные листья могут быть с двураздельными прилистниками).
Цветки обоеполые, актиноморфные, собраны в немногоцветковое, из 2—4(8) цветков, колосовидное соцветие 1,5—5 см длиной, шарообразной или шаровидно-яйцевидной формы, на ножке 0,5—1(1,5) см длиной; прицветники отсутствуют. Околоцветник из 4 свободных долей. Тычинок 4, с выростом связника треугольной формы; пыльники почти сидячие. Гинецей апокарпный, из 4 свободных плодолистиков; рыльца сидячие. Плод состоит из 1—4 орешковидных, односемянных, округло-почковидных плодиков, 2,5—3 мм длиной и 2 мм шириной; сдавленные или сплюснутые с боков, килеватые на спинке, с изогнутым носиком 0,2—0,5(1) мм длиной. Зародыш спирально изогнутый.
Цветение в июле—сентябре.

## Синонимика
- Buccaferrea densa (L.) Bubani (1901)
- Potamogeton densus L. (1753)basionym
- Potamogeton densus subsp. serratus (L.) K.Richt. (1890)
- Potamogeton densus subsp. setaceus (L.) K.Richt. (1890)
- Potamogeton densus var. serratus (L.) Nyman (1882)
- Potamogeton densus var. setaceus (L.) Nyman (1882)
- Potamogeton exstipulatus Muhl. (1813)
- Potamogeton oppositifolius DC. (1806)
- Potamogeton pauciflorus Lam. (1779)
- Potamogeton serratus L. (1753)
- Potamogeton setaceus L. (1753)